# Большое Ялы-Майнакское озеро
Большо́е Ялы́-Майна́кское о́зеро (укр. Велике Яли-Майнацьке озеро, крымскотат. Büyük Yalı Moynaq gölü, Буюк Ялы Мойнакъ голю) — озеро, расположенное на западе Евпаторийского горсовета; 3-е по площади озеро Евпаторийского горсовета. Площадь — 0,6 км². Тип общей минерализации — солёное. Происхождение — лиманное. Группа гидрологического режима — бессточное.

## География
Входит в Евпаторийскую группу озёр. Площадь водосборного бассейна — 17,4 км². Длина (максимальная, между двух крайних точек водного зеркала) — 1,5 км. Ширина наибольшая — 0,75 км, средняя — 0,5 км. Глубина средняя — 0,4 м, наибольшая — 0,6 м. Высота над уровнем моря: м. Ближайший населённый пункт — пгт Заозёрное, расположенный непосредственно восточнее озера.

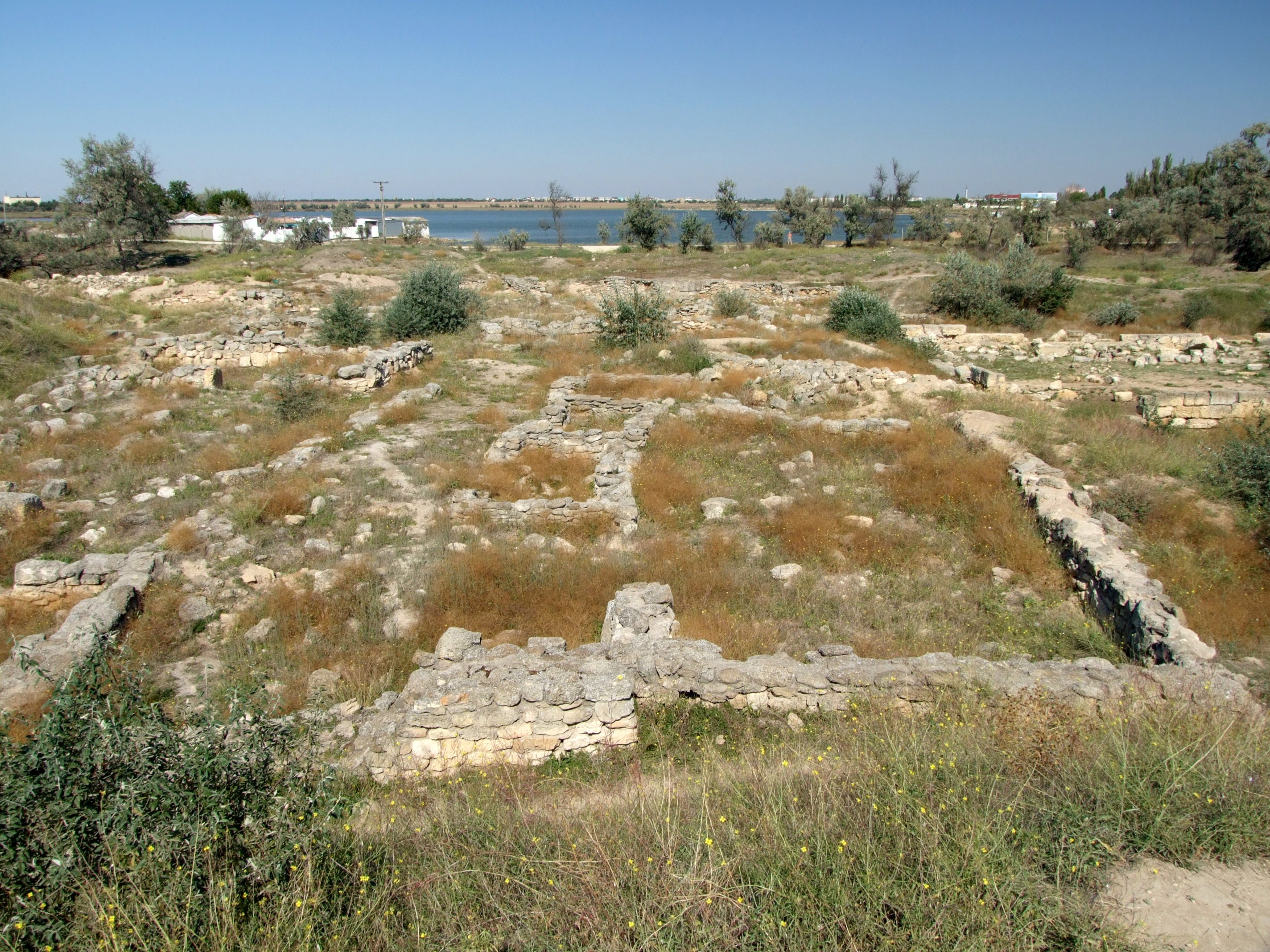
Греко-скифское городище «Чайка» на южном берегу озера

Большое Ялы-Майнакское озеро отделено от Чёрного моря перешейком, по которому проходит аллея Дружбы пгт. Заозёрного, а также расположены пансионаты и базы отдыха. Озёрная котловина водоёма неправильной округлой удлинённой формы, вытянутая с севера на юг. Берега пологие, береговая линия изрезана. Реки не впадают, на севере в озеро впадает сухоречье. Юго-западная часть озера отделена от основной части дамбой, по которой проходит дорога.
На южном берегу озера находится Греко-скифское городище «Чайка» V века до н. э. — середина I в. н. э. Раскопки начаты в 1959 году и ведутся до нашего времени.
На дне залегает толща донных отложений: илистые чёрные в верхнем слое, затем серые и стально-серые, иногда с голубоватым оттенком. Высшая водная растительность развивается успешно лишь в опреснённых верховьях озёр и у выходов маломинерализованных подземных вод. Озеро зарастает водной растительностью преимущественно на опреснённых участках — в лагунах у пересыпей, в устьях впадающих балок, в зоне выходов подземных вод. Тут интенсивно развиваются различные водоросли, вплоть до цветения воды. В некоторые годы водоросли придают летом озёрной рапе красноватый или зеленоватый оттенок.
Среднегодовое количество осадков — около 400 мм. Питание: смешанное — поверхностные и подземные воды Причерноморского артезианского бассейна, морские фильтрационные воды.

## Хозяйственное значения
Грязи (иловые сульфидные приморского типа) озера в результате хозяйственной деятельности утратили лечебное назначение.